# Kostka Cantora

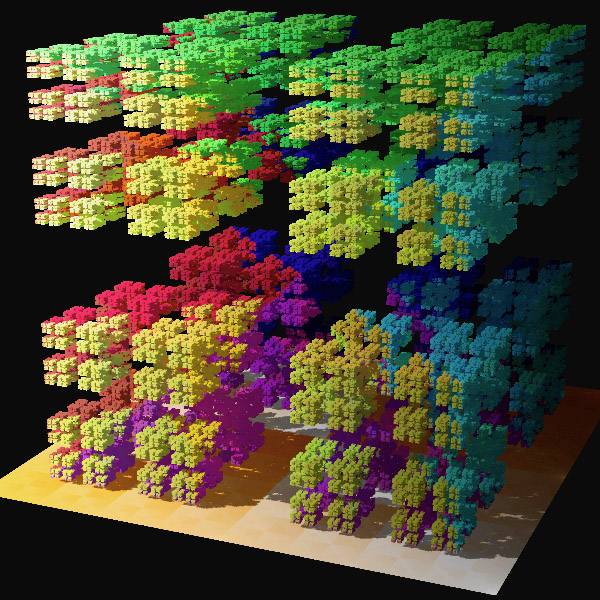
Kostka kantora w trójwymiarze

Kostka Cantora (ciężaru {\displaystyle \kappa ,} gdzie {\displaystyle \kappa } jest nieskończoną liczbą kardynalną) – przestrzeń produktowa {\displaystyle \kappa } kopii zbioru {\displaystyle \{0,1\}} z topologią dyskretną. Kostka Cantora ciężaru {\displaystyle \kappa } oznacza jest zwykle symbolem {\displaystyle D^{\kappa }} – dokładniej:
{\displaystyle D^{\kappa }=\prod _{s\in S}D_{s},}
gdzie {\displaystyle S} jest dowolnym zbiorem mocy {\displaystyle \kappa } oraz dla każdego {\displaystyle s\in S} zbiór {\displaystyle D_{s}} jest dwuelementową przestrzenią dyskretną, np. {\displaystyle D_{s}=\{0,1\}.}
Dla {\displaystyle \kappa =\aleph _{0}} przestrzeń {\displaystyle D^{\kappa }} nazywamy zbiorem Cantora.

## Własności
- Ciężar kostki {\displaystyle D^{\kappa }} wynosi {\displaystyle \kappa } dla każdej nieskończonej liczby kardynalnej {\displaystyle \kappa .}
- Kostka Cantora jest ciągowo zwarta wtedy i tylko wtedy, gdy jej ciężar jest przeliczalny.
- Kostka Cantora {\displaystyle D^{\kappa }} jest przestrzenią uniwersalną dla przestrzeni zerowymiarowych o ciężarze {\displaystyle \kappa \geqslant \aleph _{0}.}
- Każda zwarta przestrzeń Hausdorffa o ciężarze {\displaystyle \kappa \geqslant \aleph _{0}} jest ciągłym obrazem domkniętej podprzestrzeni kostki Cantora {\displaystyle D^{\kappa }.}

## Przestrzenie diadyczne
Przestrzeń Hausdorffa, która jest ciągłym obrazem kostki Cantora nazywana jest przestrzenią diadyczną.
- Nikołaj Szanin udowodnił, że jeżeli X jest nieskończoną przestrzenią diadyczną, to najmniejszą liczbą kardynalną {\displaystyle \kappa } dla której X jest obrazem kostki Cantora ciężaru {\displaystyle \kappa } jest ciężar przestrzeni X, tzn. {\displaystyle \kappa =w(X)}[1].
- Każda przestrzeń diadyczna ciężaru {\displaystyle \kappa } zawiera podprzestrzeń diadyczną dowolnego mniejszego ciężaru[2].